# Anthurium trianae
Anthurium trianae är en kallaväxtart som beskrevs av Adolf Engler. Anthurium trianae ingår i släktet Anthurium och familjen kallaväxter. Inga underarter finns listade.